# Gnophomyia triatrata
Gnophomyia triatrata är en tvåvingeart som beskrevs av Alexander 1968. Gnophomyia triatrata ingår i släktet Gnophomyia och familjen småharkrankar. Inga underarter finns listade i Catalogue of Life.